# Northport (Michigan)
Northport è un villaggio degli Stati Uniti d'America, situato nello Stato del Michigan, nella contea di Leelanau.